# Cipolletazo
El Cipolletazo fue una pueblada que ocurrió entre el 12 y 17 de septiembre de 1969 en la localidad de Cipolletti, Río Negro. Durante la dictadura de Juan Carlos Onganía, la comunidad cipoleña salió a las calles en defensa del jefe comunal Julio Dante Salto, ya que el gobierno militar de la provincia, el ingeniero Juan Antonio Figueroa Bunge, quería expulsarlo de su cargo. Una de las razones por las que el gobierno provincial de facto quería destituirlo fue que el comisionado local cuestionó la aprobación de un proyecto para construir un puente sobre el río Negro, a la altura de Paso Córdova, y pavimentar la ruta 6 hasta San Carlos de Bariloche. Ante esta situación, miles de personas salieron a las calles a manifestarse a favor del intendente de la ciudad. Luego de dos días de manifestaciones, se llegó a un acuerdo al nombrar un interventor.
Por lo general, el Cipolletazo se considera diferenciado en el plano histórico de las demás puebladas insurreccionales de la época, ya que mientras estas se realizaron en el marco de la rebelión de la población contra autoridades de facto impuestas por la fuerza y consideradas no representativas, la revuelta de Cipolletti se trató de una defensa de la población hacia un antiguo intendente constitucional que (tras haberse convertido en comisionado de facto) aún era considerado representativo.

## Contexto histórico
El Cipolletazo fue una de las revueltas más importantes de la región. Comenzó al mediodía del 12 de septiembre de 1969 y terminó el 17 de ese mismo mes cuando se nombró a un interventor. El intendente de ese entonces, el médico Julio Dante Salto, había ganado las elecciones en 1963 por la UCRI y contaba con el apoyo de Carlos Onganía cuando asumió el gobierno de facto en 1966. Sin embargo, el conflicto por la construcción del camino por Paso Córdova, que uniera General Roca con Bariloche generó una disputa de poder entre las ciudades del Alto Valle. Esta fue la razón principal por la que se quiso destituir al intendente.
El 13 de agosto de 1969, el ingeniero Juan Antonio Figueroa Bunge asumió como gobernador de la provincia de Río Negro. Reemplazó al comodoro retirado Luis Lanari, del cual fue su ministro de Obras Públicas.  El nombramiento se realizó mediante el decreto 4493, firmado por el presidente de facto Juan Carlos Onganía. El ingeniero tenía vínculos con distintos sectores económicos y políticos de General Roca, que, en ese entonces, era el centro administrativo del Alto Valle. Esas influencias hicieron que se anunciaran obras públicas, como la construcción de una ruta que uniera Bariloche con General Roca. En agosto de 1969, se aprueba el proyecto de la construcción de un puente sobre el río Negro, a la altura de Paso Córdova, y de la pavimentación de la ruta 6 hasta Bariloche. Este nuevo camino sustituiría la ruta nacional 22 en el transporte de cargas y dejaría afuera a las ciudades de Cipolletti, Allen, Neuquén y otras localidades del oeste de General Roca.
El comisionado de Cipolletti, Julio Dante Salto, no estuvo de acuerdo con ese proyecto y pidió que ese dinero se destinara a la construcción de viviendas. Por su parte, en Viedma el 11 de septiembre, Figueroa Bunge firmó el decreto 721/69 (intervención a la comuna de Cipolletti) para expulsar a Salto de su cargo e instaurar un nuevo gobierno. El 12 de septiembre el gobernador envía la comisión interventora a la Municipalidad de Cipolletti para hacer efectivo el decreto. Al conocerse la noticia, miles de trabajadores, estudiantes y vecinos cipoleños de diferentes estratos sociales participaron de esta pueblada para mostrar su apoyo al comisionado de la ciudad. Se manifestaron afuera de la sede antigua de la Municipalidad de Cipolletti, entre las calles Yrigoyen y Villegas, y sacaron a los emisarios de Viedma por las ventanas del edificio. Por lo tanto, no se produjo la aplicación del decreto por la resistencia de los habitantes.

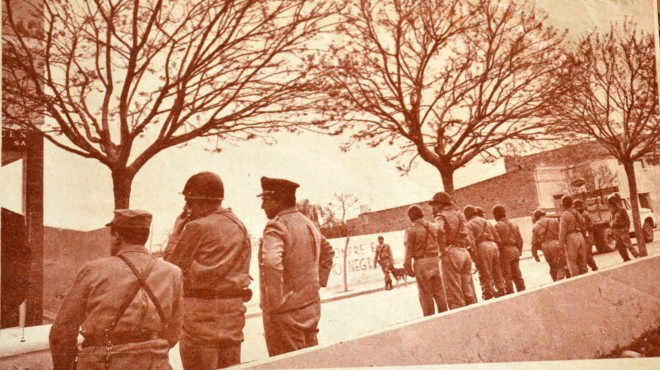
Policías en las calles durante las manifestaciones

A los días siguientes, Cipolletti estuvo sitiada, ya que se cerraron los colegios, las fábricas e instituciones y se paralizaron las actividades industriales, con las calles custodiadas por la policía. Asimismo, hubo permanentes apagones e incendios que mantuvieron a los bomberos y a la policía en constante actividad. Al poco tiempo, el comandante Antonio Aller, jefe de la policía provincial, ocupó el edificio municipal tras ser designado interventor por el gobernador Juan Antonio Figueroa Bunge Luego de un enfrentamiento con la policía, donde hubo centenares de detenidos y varios heridos, el militar renunció. En la madrugada del 17 de septiembre, el ejército llegó a la ciudad y el ministro de Economía de la provincia, el coronel Faustino Gómez, se hizo cargo de la intendencia y la jefatura de policía. Finalmente, la VI Brigada de Infantería de Montaña con asiento en Neuquén tomó el poder de la comuna. Por la mañana de ese mismo día, el coronel Fernando Mario Chretien asumió el cargo de la intendencia y logró la desconcentración de los policías autocuartelados. Posteriormente, se retiraron las fuerzas militares. Se impuso un toque de queda, hubo detenciones y allanamientos. De esta manera, se pudo controlar el conflicto.

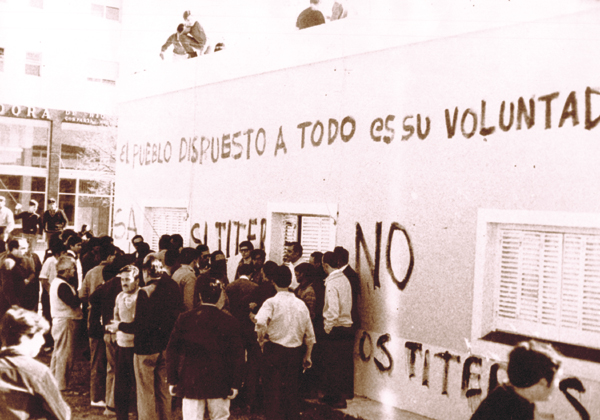
Cipoleños hacen pintadas en muestra de apoyo al intendente.

El 21 de septiembre la provincia de Río Negro fue intervenida por el Poder Ejecutivo, lo que significó un alivio para los habitantes de Cipolletti. Figueroa Bunge y su gabinete fueron destituidos de su cargo por el gobierno nacional el 22 de septiembre. A los pocos días, llega el general Roberto Vicente Requeijo de Buenos Aires para ser interventor de la localidad. Tras cinco jornadas de allanamientos, detenciones, barricadas y manifestaciones, Salto aceptó renunciar con la condición de que el médico Alfredo Chertudi asumiera la intendencia.
Se estima que 5000 vecinos de la ciudad salieron a las calles a defender a Salto y 300 manifestantes fueron detenidos por las fuerzas de seguridad. No hubo víctimas fatales durante las manifestaciones. El Cipolletazo fue una de las revueltas populares que marcó un hito en la historia de la región.

## Intendencia de Julio Salto
Julio Dante Salto ganó las elecciones para intendente en 1963 por la UCRI. Era médico y desarrolló parte de su carrera en el ejército. Había promovido la obra pública y planes de vivienda financiados desde Nación, lo que favoreció la comunicación de la ciudad y producción frutícola. Cuando Figueroa asumió como gobernador de la provincia en 1969, trató de destituirlo de su cargo, ya que representaba un obstáculo para sus proyectos, entre ellos, la construcción de un puente que uniera General Roca con El Chocón y pavimentación de la ruta 237 hasta Bariloche.